# یهودیان دور از وطن

نقشه پراکندگی یهودیان
اسرائیل
+ 1,000,000
+ 100,000
+ 10,000
+ 1,000

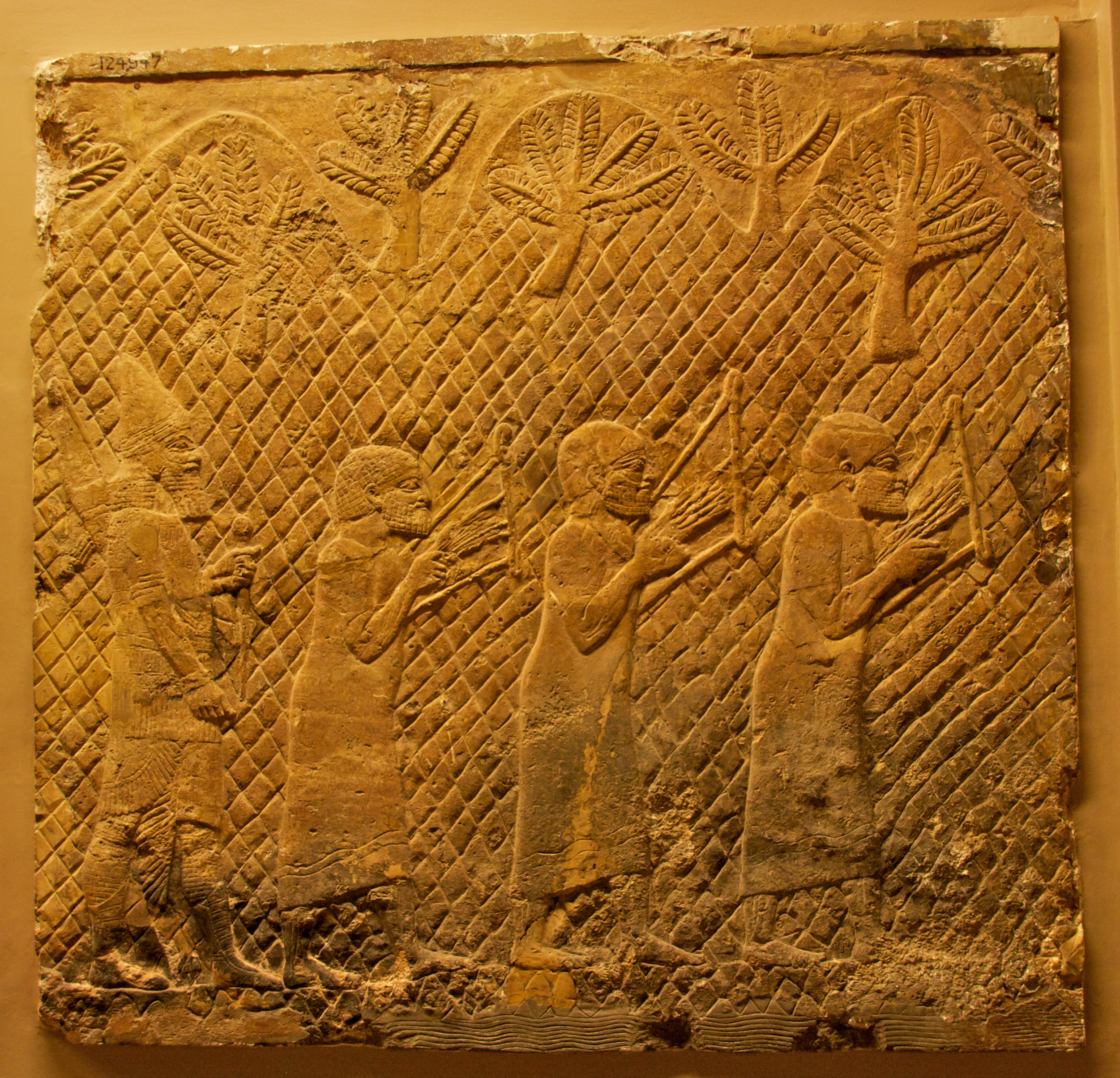
صحنه ای از نقش برجسته لاچیش: یهودیان اهل لاچیش در اسارت آشوریان، در حال نواختن شکلی متأخر از لیر مصری

دیاسپورای یهودی (عبری: תְּפוּצָה‎، آوانگاری: təfūṣā תְּפוּצָה، لاتین‌نویسی: təfūṣā) یا تبعید (عبری: גָּלוּת gālūṯ; ییدیش: golus) پراکندگی اسرائیلی‌ها یا یهودیان از سرزمین اجدادی باستانی خود (سرزمین اسرائیل) و اسکان بعدی آنها در سایر نقاط جهان است.
از نظر کتاب مقدس عبری، اصطلاح «تبعید» به سرنوشت اسرائیلی‌هایی که در قرن هشتم پیش از میلاد از پادشاهی اسرائیل تبعید شدند، و یهودیان پادشاهی یهودا که در طول قرن ششم پیش از میلاد به تبعید برده شدند، اشاره دارد.
اولین تبعید، تبعید آشور بود، اخراجی از پادشاهی اسرائیل که توسط تیگلات-پیلسر سوم آشور در سال ۷۳۳ قبل از میلاد آغاز شد. این روند توسط سارگون دوم با نابودی پادشاهی در سال ۷۲۲ قبل از میلاد تکمیل شد و محاصره سه ساله سامره که توسط شلمنسر پنجم آغاز شده بود؛ به پایان رسید. تجربه بعدی تبعید، اسارت توسط بابلی‌ها بود که طی آن بخش‌هایی از جمعیت پادشاهی یهودا در سال ۵۹۷ قبل از میلاد و دوباره در سال ۵۸۶ قبل از میلاد توسط امپراتوری بابل نو تحت حکومت نبوکدنصر دوم تبعید شدند.
چند قرن پیش از سقوط معبد دوم، دیاسپورای یهودیان وجود داشتند و اکثراً اقامت آنها در کشورهای دیگر نتیجه جابجایی اجباری نبود. پیش از اواسط قرن اول پس از میلاد، علاوه بر یهودیه، سوریه و بابل، جوامع بزرگ یهودی در استان‌های رومی مصر، کرت و سیرنائیک و در خود روم وجود داشتند. پس از محاصره اورشلیم در سال ۶۳ قبل از میلاد، زمانی که پادشاهی حشمونیان تحت الحمایه روم قرار گرفت، مهاجرت شدت گرفت. در سال ۶ پس از میلاد این منطقه به عنوان استان یهودیه روم سازماندهی شد. جمعیت یهودیان در سال ۶۶ پس از میلاد علیه امپراتوری روم در نخستین جنگ یهود-روم شورش کردند که در سال ۷۰ پس از میلاد با ویران شدن اورشلیم به اوج خود رسید. در طول محاصره، رومیان معبد دوم و بیشتر اورشلیم را ویران کردند. این لحظه تاریخ‌ساز، حذف مرکز نمادین یهودیت و هویت یهودی، بسیاری از یهودیان را برانگیخت تا تعریف جدیدی از خود تنظیم کنند و وجود خود را با دورنمای یک دوره نامعلوم جابجایی تنظیم کنند.
در سال ۱۳۲ پس از میلاد، بارکوخبا شورشی علیه هادریان را رهبری کرد، شورشی که با تغییر نام اورشلیم به آیلیا کاپیتولینا مرتبط بود. پس از چهار سال جنگ ویرانگر، قیام سرکوب شد و یهودیان از ورود به اورشلیم منع شدند.
در طول قرون وسطی، به دلیل افزایش مهاجرت و اسکان مجدد، یهودیان به گروه‌های منطقه‌ای متمایز تقسیم شدند که امروزه عموماً بر اساس دو گروه جغرافیایی اصلی مورد خطاب قرار می‌گیرند: اشکنازی‌های شمال و شرق اروپا، و یهودیان سفاردی ایبریا (اسپانیا و پرتغال) شمال آفریقا و خاورمیانه. این گروه‌ها دارای تاریخچه‌های موازی هستند که شباهت‌های فرهنگی زیادی دارند و همچنین مجموعه‌ای از کشتارها، آزار و اذیت‌ها و اخراج‌ها، مانند اخراج از انگلستان در سال ۱۲۹۰، اخراج از اسپانیا در سال ۱۴۹۲، و اخراج از کشورهای عربی در سال‌های ۱۹۴۸–۱۹۷۳. اگرچه این دو شاخه شامل بسیاری از شیوه‌های قومی-فرهنگی منحصربه‌فرد هستند و پیوندهایی با جمعیت میزبان محلی خود (مانند اروپایی‌های مرکزی برای اشکنازیم‌ها و اسپانیایی‌ها و اعراب برای سفاردی‌ها) دارند؛ دین و اجداد مشترک آنها، و همچنین ارتباطات مستمر و انتقال جمعیت آنها، مسئول یک احساس واحد از هویت فرهنگی و مذهبی یهودی بین سفاردی‌ها و اشکنازی‌ها از اواخر دوره روم تا کنون بوده‌است.